# 玛格丽特·布伯-诺伊曼
玛格丽特·布伯-诺伊曼（德語：Margarete Buber-Neumann，1901年10月21日—1989年11月6日），德国共产党员，《在两个独裁者之下》的作者，该书讲述了她在二战时期在被囚禁于苏联和纳粹德国集中营的经历。

## 生平
布伯于1926年加入德国共产党，1929年与第二任丈夫、共产国际驻德国代表海因茨·诺伊曼相遇，1931年至1932年前往苏联，后前往西班牙。1933年11月收到苏联召回的命令后前往瑞士。1935年在法国巴黎与威廉·明岑贝尔格一同工作，后回到莫斯科。1937年在柳克斯大厦期间，丈夫海因茨·诺伊曼被捕后遭处决。
1938年，布伯-诺伊曼也被逮捕，先后囚禁于卢比扬卡和布提尔卡，哈萨克斯坦卡拉干达等地。1940年2月，作为与纳粹德国交换囚犯计划的一部分，她被苏联与其他一些德国共产党员一起交给纳粹德国，作为政治犯关押于拉文斯布吕克集中营，1945年4月获释。二战后，布伯-诺伊曼前往瑞典居住。1949年，在好友阿瑟·库斯勒的催促下，出版《在两个独裁者之下：斯大林和希特勒的囚徒》，讲述了自己在苏联和纳粹德国集中营的经历中的经历，该书招致来自苏联和德国共产党的猛烈攻击。1949年在法国为维克托·克拉夫琴科作证。
1950年定居德国法兰克福，成为坚定的反共产主义者。她加入了文化自由大会，开始了长达30年的写作生涯。1963年出版卡夫卡夫人米莱娜·杰森斯卡的传记。1975年出版《灭绝火焰：我们时代的命运》称纳粹主义和共产主义实际上是一样的，同年加入德国基督教民主联盟。1989年，柏林墙倒塌前三天去世。